# دمنهور (منفلوط)
قرية دمنهور، إحدى القرى التابعة لمركز منفلوط في محافظة أسيوط بجمهورية مصر العربية. حسب إحصاءات سنة 2006، بلغ إجمالي السكان في دمنهور 7461 نسمة، منهم 3833 رجل و3628 امرأة.